# Celso Zucatelli
Celso Tadeu Zucatelli Júnior (São Paulo, 17 de fevereiro de 1973) é um jornalista, apresentador e palestrante brasileiro.

## Biografia e carreira
Descendente de italianos, formou-se em Jornalismo pela Universidade Metodista de São Paulo e fez MBA em Finanças pela Fundação Instituto de Administração (FIA/SP).
Começou a carreira como repórter do jornal O Estado de S. Paulo em 1990. Em 1993 passou a dividir o tempo com os meios eletrônicos, primeiro como editor na Rádio Eldorado e depois como repórter e chefe de reportagem na TV Record.
Já como editor no Estadão, chegou à Rede Bandeirantes em 1996, onde atuou no rádio e na TV como repórter, apresentador e editor chefe, sendo parte da equipe de fundadores do Canal 21, um marco na cobertura das notícias da cidade de São Paulo. Se especializou em grandes transmissões ao vivo de fatos inesperados, como os Atentados de 11 de Setembro de 2001, ou de eventos programados, como as eleições e CPIs. Apresentou ainda o Jornal da Noite. 
Trabalhou na TV Cultura de 2002 a 2006, onde chegou para preparar a cobertura das eleições e foi editor-chefe e âncora do Jornal da Cultura e apresentador de especiais da casa, como o Festival de Inverno de Campos do Jordão e os desfiles de Carnaval.
Retornou à Rede Record em 2006 para comandar o jornal SP Record. No ano seguinte, assumiu o posto de correspondente da emissora em Nova York, cobrindo principalmente as Eleições Norte-Americanas e a crise financeira internacional. Em 2009, Celso foi designado para cobrir Britto Jr. durante a primeira temporada do reality show A Fazenda e voltou para o Brasil. O desempenho de Celso no programa fez com que a direção da Record decidisse por sua efetivação no Hoje em Dia ao lado de Chris Flores e Edu Guedes. Em 2011, o apresentador foi criticado por divulgar a Falsa morte de Amin Khader. Em Janeiro de 2015, o jornalista deixou o Hoje em Dia junto à Chris e Edu, sendo substituídos por César Filho, Ana Hickmann e Renata Alves.
Também na Record, fez parte da equipe de âncoras das coberturas dos eventos esportivos transmitidos pela emissora, como os Jogos Panamericanos de Guadalajara e as Olimpíadas de Londres. Esteve também nas bancadas do Jornal da Record, do Fala Brasil e, no início da Record News, como outros apresentadores da emissora principal, fez parte da força tarefa de lançamento do canal de notícias e inaugurou o jornal Página 1 ao lado de Lidiane Shayuri. Em 2015, Zucatelli deixa a Rede Record e assina com a RedeTV!, juntamente com Edu Guedes e Mariana Leão para apresentar um programa semelhante ao Hoje em Dia, o Melhor pra Você. Em fevereiro de 2018, o programa é extinto, e assim como Edu, Zucatelli ganha um programa solo, o Fala Zuca, com uma combinação de notícias do dia e variedades. Mas, decide rescindir seu contrato após a grade do canal sofrer uma reformulação e deixa definitivamente a RedeTV no final de março para produzir documentários de viagem no exterior. Em janeiro de 2019, o apresentador assumiu interinamente  o Todo Seu na TV Gazeta. Em 19 de março de 2019, foi efetivado como apresentador na TV Gazeta e passa a ter um programa próprio, De A a Zuca. Em julho, com a reformulação da grade, deixa a emissora com Ronnie Von. Além da TV, viaja o Brasil com palestras motivacionais para empresas e entidades que apoiam o empreendedorismo. Em outubro de 2019, é contratado novamente pela RecordTV, sendo anunciado como novo apresentador do Balanço Geral Manhã.

## Filmografia

### Televisão
| Ano           | Título              | Cargo          | Emissora          |
| ------------- | ------------------- | -------------- | ----------------- |
| 1999–01       | Jornal da Noite     | Repórter       | Rede Bandeirantes |
| 1999–02       | Jornal São Paulo    | Repórter       | Rede 21           |
| 2002–06       | Jornal da Cultura   | Repórter       | TV Cultura        |
| 2006–07       | SP Record           | Apresentador   | RecordTV          |
| 2007          | Página 1            | Apresentador   | Record News       |
| 2008          | Jornal da Record    | Correspondente | RecordTV          |
| 2009–15       | Hoje em Dia         | Apresentador   | RecordTV          |
| 2015–18       | Melhor pra Você     | Apresentador   | RedeTV!           |
| 2018          | Fala, Zuca          | Apresentador   | RedeTV!           |
| 2019          | De A a Zuca         | Apresentador   | TV Gazeta         |
| 2019–20       | Balanço Geral Manhã | Apresentador   | RecordTV          |
| 2020–21       | Fala Brasil         | Apresentador   | RecordTV          |
| 2022–presente | Quilos Mortais      | Apresentador   | RecordTV          |
| 2023–presente | Hoje em Dia         | Apresentador   | RecordTV          |

### Internet
| Ano           | Título          | Cargo        | Plataforma |
| ------------- | --------------- | ------------ | ---------- |
| 2017-presente | Celso Zucatelli | Apresentador | YouTube    |